# Annette O'Toole
Annette O'Toole, född 1 april 1952 i Houston, Texas, är en amerikansk skådespelare. Hon är sedan 1999 gift med Michael McKean, som bland annat spelade Perry White i serien Smallville.
O'Toole spelar Clark Kents mamma Martha Kent i samma TV-serie (Smallville), från säsong 1 och framåt. Pilotavsnittet (s1e01) av Smallville spelades in med en annan skådespelare först, men rollen gavs över till Annette O'Toole istället precis innan avsnittet skulle visas för publik, och de fick göra om nästan alla scener med O'Toole i stället, med identiskt manus.
O'Toole spelade även Lana Lang i de äldre Superman-filmerna, och det var mycket därför hon antog rollen som Martha Kent i Smallville. O'Toole hoppade av Smallville efter säsong 6, och har inte medverkat i säsong 7 eller 8 men hon kommer återvända till Smallville i säsong 9 för att åter igen spela Martha Kent i det näst sista avsnittet "Hostage" av 9:e säsongen av Smallville.

## Filmografi i urval
- 1982 – Cat People
- 1982 – 48 timmar
- 1983 – Stålmannen går på en krypto-nit
- 1991 – Jewels
- 1990 – Det
- 2001–2007, 2010– Smallville (TV-serie)
- 2019–2020 – Virgin River (TV-serie)